# 中华人民共和国煤炭工业部
中華人民共和國煤炭工業部是中華人民共和國國務院已撤銷的部門。

## 历史
前身是1949年成立的燃料工業部，下设煤矿管理总局，直接管理华北地区的国营煤矿企业和华东地区的部分国营煤矿企业。东北人民政府下设煤矿管理局，管理东北地区的国营煤矿企业。华东、中南、西南、西北军政委员会工业部下设煤矿管理局，管理所属大区的国营煤矿企业。各省(市、自治区)及其以下各级人民政府的工业部门，管理各级地方煤矿企业。1950年6月，中央燃料工業部煤矿管理总局设地质勘探室，负责全国煤田地质调查和煤田钻探等地质勘探事项。
第一个五年计划初期，国家撤销了各大行政区的建制。燃料工业部在华北、东北、华东、中南、西南和西北六个地区设置了煤矿管理局，直接由燃料工业部煤矿管理总局领导，负责管理所在地区的国营煤矿企业。与此同时，煤矿管理局在原地质勘探室的基础上设立了地质勘测处，各大区煤矿管理局相继设立了地质处。确定了“以全面恢复为主，部分新建则以东北为重点” 的煤炭开发部署，提出了“把基本建设放在首位”，组建了东北第一、东北第二、华北第一、华北第二、华东、中南、西北、西南8个建井局(公司)，以及沈阳、北京、上海、重庆、汉口、西安5个大区设计院和1个选煤设计院。1953年6月，煤矿管理总局为加强对全国煤田地质勘探工作的统一领导，在地质勘测处的基础上，又筹建了煤矿管理总局地质勘探局。1954年，华北煤矿管理局撤销，河北地区的国营煤矿企业由煤矿管理总局直接管理；山西新成立太原煤矿管理局，负责管理省内的国营煤矿企业。根据煤田地质勘探事业发展的需要，1954年春天，各大区煤矿管理局先后建立了煤田地质勘探分局。1954年4～9月，根据形势的发展，又先后在勘探分局的基础上建立了华北、华东、中南、西南、西北五个大区煤田地质勘探局和东北煤田第一地质勘探局及东北煤田第二地质勘探局。
1955年7月，第一屆全國人民代表大會第二次會議决定撤销燃料工業部，設立煤炭工業部、石油工業部、电力工业部。煤矿管理总局随之撤销。东北、华东、中南、西南、西北五个大区煤矿管理局分别改名为沈阳、济南、武汉、重庆、西安煤矿管理局，其管辖的煤矿企业不变，太原煤矿管理局仍保持原来建制，共同由煤炭工业部直接领导。为了加强对各专业部门的领导，煤炭工业部成立后，分别建立了地质勘探总局、设计总局和基建总局，并明确各大区已建立的煤田地质勘探局是煤炭工业部地质勘探总局派出该地的直属管理机构。到“一五”期末，煤炭工业共完成基建投资35.55亿元，恢复矿井38处，新建矿井194处，改扩建矿井103处，建成投产矿井205处，合计产能达1.76亿吨/年，全国煤炭工业基础逐步建成。1956年全国工资改革时，将煤矿工人的工资标准定在各行业的第一位；鉴于井下工人工作艰苦，在试用期间采掘工下井按照三级工人的工资标准执行，井下辅助工按照二级工人的工资标准执行，试用期满后需要提升等级的，按照升级处理。井下工人粮食定量每月60市斤。
1958年，在中央关于管理体制下放的指示下，各大区煤矿管理局撤销，产煤多或较多的15个省(自治区)相继建立了煤炭工业管理局，其余省(自治区)分别由工业厅或重工业厅管理所在地区的煤矿企业。这15个省(自治区)煤炭工业管理局属于煤炭工业部领导的有：河北、山西、辽宁、四川、云南、宁夏6个局。随着企业下放，其余的全改为省(自治区)人民政府的职能机构，负责管理本省(自治区)的国营和地方煤矿。与此同时，煤炭工业部决定撤销地质勘探总局，改设地质勘探司，管理全国煤田地质工作。各大区地质勘探局及其所属企事业单位，一律交由各省(市、自治区)煤矿管理机构领导。“大跃进”时期，为满足“全民大办钢铁”的需要，提出了“全民大办煤矿”，并实行“边勘探、边设计、边施工”的方针，全国小煤矿数量快速增加到10万多个，煤炭产量由1958年的2.7亿t/a快速增长到1960年的3.97亿t/a。由于违背煤矿建设程序和超能力生产，煤炭产量大起大落。1960年4月，国家经委向中央报送了《关于第二季度工业交通运输安排的意见》的综合报告，认为第一季度工业生产大幅度下降的直接原因是“由于煤炭的生产和供应下降，打乱了原来的部署，许多安排不能按计划实现”。1960年5月9日，中华人民共和国最大矿难老白洞矿难发生后，国家副主席董必武、煤炭工业部部长张霖之亲临现场视察指导。1961年1月19日中共中央书记处通知宣布成立中央“十人小组”，负责组织经济部门和工交战线落实中央八届九中全会确定的方针和措施，“成员有薄一波（国家经委主任）、谷牧（国家经委常务主任）、王鹤寿（冶金工业部长）、张霖之（煤炭工业部长）、吕正操（铁道部长）、赵尔陆（国防工业委员会副主任）、刘澜波（水利电力部长）、彭涛（化学工业部长）、陈正人（农业机械部长）、孙志远（第三机械工业部长），并明确‘薄在，由薄为主帅；薄不在，由谷代’。会后不久，薄一波病了，由谷牧组织‘十人小组’开展工作”。在养蜂夹道搞了个办公室，晚上十人小组到这里集中办公，解决“工交生产乃至整个经济生活中最紧张最突出”的煤炭生产供应问题。1961年4月谷牧到京西矿务局等几个煤矿做调查后向中央报告：“粮食定量不足，劳动服不耐穿，洗澡没肥皂，看病拿不到药品，下井工人无酒喝……很难巩固职工队伍”，建议要设法实行特供，照顾矿山工人。国务院转发了十人小组起草的《关于加强中央直属煤炭生产供应工作的几项决定》，提高井下工人粮食定量、食油补助、保证劳动保护用品的发放（包括每月供酒两瓶），都一一作了明确规定。1961年8月23日至9月16日中共中央在庐山召开工作会议，讨论了全国工业问题，9月15日中央发出了《关于当前工业生产的指示》，提出“就当前工业生产的全面来说，在今后一个时期内，必须紧紧抓住煤炭的数量”“目前煤炭下降已经严重影响到工业生产，影响到城乡人民生活，如果不集中主要力量，使煤炭生产稳步上升，我们就无法改变目前许多企业停工、半停工状态”。1962年5月，“十人小组”报周恩来批准，决定“开仓保煤”，打开各部委的仓库，只要煤矿生产需要，就予以调拨供应。为了办好此事，中央决定，各大区中央局派一位书记主持，国家经委、国家计委、一机部、冶金部及有关部和物资总局派负责同志参加领导组织实施。首先华北局由书记苏谦益会同国家经委副主任叶林、煤炭工业部副部长徐达本等，在天津打开各部的仓库，根据煤矿需要调拨供应。部属煤矿平均日产量1962年8月份下降到最低点38.15万吨，以后逐月回升。1962年底，鉴于全国的调整工作已初见成效，煤炭生产已开始有了起色，“十人小组”停止工作。
1963年2月，国务院批转了劳动部、卫生部、全总、冶金部、煤炭部关于防止矽尘危害工作会议的报告，对矽肺病工人的生活待遇作了明确规定。
60年代调整时期，随着企业的上收，黑龙江、吉林、山东、安徽、河南、湖南、内蒙古等省(自治区)的煤炭工业管理局又改由煤炭工业部领导，成为煤炭工业部的派出机构。“三线建设”时期，煤炭基本建设在“备战、备荒、为人民”和“立足战争，争取时间建设战略后方”的思想指导下，大批施工队伍从华北、东北和沿海地区转移到内地，开始了煤炭工业建设队伍的第一次大转移，随后又进行了为“扭转北煤南运”建设江南煤矿的煤炭工业建设队伍的第二次大转移。进行了西南六盘水、渡口和西北贺兰山、渭北煤炭基地建设以及江南九省的煤矿建设。
1967年8月，煤炭工业部和部属企业进驻军代表，实行军事管制。煤炭工业部机关成立了文革筹备小组，下设生产、基建、计划、办事四个组，负责领导整个煤炭工业的“抓革命、促生产”工作。
1970年6月煤炭工業部、石油工業部和化学工业部合並，成立燃料化學工業部。部内设煤炭生产组、煤炭基建开发组，负责管理煤炭的生产和建设(包括地质勘探)，其余司局合并到综合业务组，分管原来三个部的有关业务。除个别单位外，煤炭企事业单位已全部下放。大多数省(自治区)相继建立了燃料化学工业局或工业局，作为省(自治区)革命委员会的职能机构，负责管理煤炭等国营工业企业。全国煤炭工业系统开展“学大庆，赶开滦”运动。从西南和江南调出6万多人的基建队伍，开始了煤炭工业建设队伍第三次大转移，组建了淮南、淮北、兖州、邯郸4个煤炭建设指挥部(基建局)和特殊凿井、建筑安装2个专业公司，并将基建工程兵扩建为4个煤矿建设支队（师级），担负铁法、平顶山、古交以及开滦、枣庄、霍林河等矿区的建设任务，以增强对东北、华北和华东地区的煤炭供应能力。1973年5月，燃料化学工业部成立煤田地质局。1973年开滦煤炭产量达到2012万吨，周恩来总理表扬开滦煤矿工人为国家“出了力，救了急，立了功”。1973年12月18日新华社发表了一篇由新华社河北分社副社长刘方辰和资深记者李正杰采写的《他们特别能战斗——记开滦煤矿的革命矿风》的长篇电讯通稿，次日《人民日报》头版头条刊发。
1975年1月，撤销燃料化学工业部，重新成立煤炭工业部，并将以前下放给地方管理的煤炭企事业单位陆续收归煤炭工业部领导。煤田地质局随之更名为煤炭工业部地质局，各省(自治区)煤田地质勘探公司相应逐步建立起来。通过加强江南、云贵、华北、东北、蒙东、两淮和中南等煤田勘探和开发建设，优化了煤炭生产布局，全国煤炭产量平均增长3000万吨/年。 1975年10月30日在首都体育馆召开五千人出席的全国煤矿采掘队长会议，会上表彰了300多个“特别能战斗”的先进单位，10月31日煤炭工业部下文树立了煤炭战线“十面红旗”单位（四个采煤队、四个掘进队、一个钻机组、一个机电保运队）：
1. 勇攀高峰的红旗采煤队（开滦矿务局范各庄矿）
2. 永葆革命青春的五四采煤队（淄博矿务局洪山矿，该队同零点五到零点八米的极薄煤层战斗了二十三年。他们趴着打眼，蹲着支柱，跪着攉煤，年年做到了高产稳产、安全生产[7]）
3. “严细成风的硬骨头采煤队”（阳泉矿务局三矿）
4. 英勇善战的八一采煤队（隶属于义马矿务局千秋煤矿）[8]
5. 英雄的三二二硬骨头掘进队（阜新矿务局高德矿）
6. 无坚不摧的四二一四掘进队（北票矿务局冠山矿）
7. 打不烂拖不垮的钢铁掘进队 （上海大屯煤矿工程指挥部二十七处吴修伦掘进队）[9]
8. “猛虎掘进队”（淮北第三十工程处掘进七队，现属中煤矿建集团中煤第三建设（集团）有限责任公司三十工程处，1973年10月在安徽石台煤矿井巷施工中掘进七队开拓巷道747.6米，当年总进尺达3027.1米，创两项全国纪录）[10]
9. 地质尖兵二〇〇九钻机组（辽宁煤田地质勘探公司一〇一地质队，该组六年来平均每年进尺两万多米）
10. 全心全意为一线服务的机电尖兵队（淮南矿务局谢一矿）

并号召“学大庆、赶开滦，为建设一支特别能战斗的队伍而奋斗”，提出“特别能战斗”队伍的七条标准：“有一个坚强的领导核心；有坚定正确的政治方向；有为革命挖煤的劳动态度；有吃大苦，耐大劳的革命精神；有从严从细的工作作风；有敢闯敢创讲究科学的态度；有多快好省的经济成果”。这次会议还为今后十年煤炭工业现代化提出了一个奋斗目标：第一步，到1980年重点煤矿基本实现一般机械化，有重点地推广综合机械化；第二步，到1985年重点煤矿基本实现综合机械化，其他煤矿机械化的水平也有较大的提高。11月7日在人民大会堂中央领导接见全体代表，向十个红旗采掘队授了锦旗，大会通过了《学习“十面红旗”，建设特别能战斗队伍》的倡议书。11月11日在人民大会堂召开闭幕大会。
从1977年开始，我国对工业管理体制进行了局部调整。在调整过程中，一些关系国民经济全局的大型骨干煤炭企业陆续收回中央管理，实行以煤炭工业部为主的双重领导体制。中央批准煤炭工业部引进100套综采装备和综掘设备，煤炭工业首次外资投建平朔安太堡煤矿。1982年，煤炭工业部提出生产、基建并重的指导方针，实施“稳住东部、战略西移”的布局，重建资源勘探、设计和施工专业队伍，加强了新矿区建设。1982年吉林省煤炭工业局改为“煤炭工业部吉林煤炭工业管理局”，部、省双重领导，以部领导为主。1982年12月9日国务院批准成立东北内蒙古煤炭工业联合公司（简称“东煤公司”），撤销煤炭工业部下属的辽宁煤炭工业管理局、吉林煤炭工业管理局、黑龙江煤炭工业管理局。以“解决东北能源紧张问题，而且可以减少华北地区煤炭出关，增加对华东的煤炭支援。”东煤公司集中统一领导和统一管理东北三省和内蒙古东部地区的统配煤矿以及煤炭工业部在这个地区直属的基本建设、地质勘探、科研、设计、教育等单位的独立核算、向国家交税、自负盈亏的全民所有制企业。
1982年12月10日，国务院通过“六五”计划，明确提出建设以山西为中心，包括内蒙古西部、陕西北部、宁夏、豫西的煤炭重化工基地。
1983年4月22日，国务院批转煤炭工业部《关于加快发展小煤矿八项措施的报告》的通告（国发〔1983〕73号），开始允许私人从事煤矿开采（“群众集资办矿”）。“开发地下资源要放开手脚，大矿大开，小矿放开，不要细水长流，要有水快流”。6月28日煤炭工业部发布《关于进一步放宽政策、放手发展地方煤矿的通知》。11月6日煤炭工业部发布《关于积极支持群众办矿的通知》。以上三政策对于增加煤炭供应成果显著，至1985年，乡镇煤矿的产量达到2.83×108t，比1983年增加1.13×108t。1985年全国煤炭产量达8.7亿吨/年，超过美国成为世界第一煤炭生产大国。1985年国务院批准了煤炭工业部提出的全国统配煤矿投入产出总承包方案。
1985年，煤炭工业部直属的派出管理机构有：
- 东北内蒙古煤炭工业联合公司
- 重庆煤炭工业公司
- 河北煤炭工业管理局
- 山西煤炭工业管理局
- 河南煤炭工业管理局
- 陕西煤炭工业管理局
- 山东煤炭工业管理局
- 贵州煤炭工业管理局
- 四川煤炭工业管理局

其他省(自治区)的煤炭工业管理部门则是同级人民政府的职能机构，管理本省(自治区)的煤炭企事业，同煤炭工业部是业务领导关系。
1986年3月19日，第六届全国人大常委会十六次会议通过《中华人民共和国矿产资源法》，于1986年10月1日起施行。该法明确了资源有偿使用的原则，但对不同资源的补偿标准还不够明确、合理。
1988年4月，根据国务院机构改革方案，成立了由煤炭、石油、核工业部的全部和水利电力部的部分政府职能组成的能源部，再次撤销了煤炭工业部；组建中国统配煤矿总公司，负责管理统配煤矿和原煤炭工业部所属企事业单位(不含东北内蒙古煤炭工业联合公司所属部分)，实行计划单列，由能源部归口管理。总公司下设中国煤田地质局，负责管理关内各省(市、自治区)的煤田地质勘探单位。保留东北内蒙古煤炭工业联合公司，负责管理东北三省和内蒙古东部三盟(哲里木盟、兴安盟、呼伦贝尔盟)一市(赤峰市)的煤炭企事业单位，归口能源部领导；该公司下设煤田地质局，管理所在地区的煤田地质勘探单位。原煤炭工业部下设的中国地方煤矿联合经营开发公司转归能源部归口管理，并协助能源部对全国地方煤矿实行行业管理。至此，煤炭工业形成了多头的管理体制，失去了统一规划、统一开发、统一管理的职能。 
1992年取消价格外计划限制。
1993年3月，第八届全国人民代表大会第一次会议决定撤销能源部和中国统配煤矿总公司，再次组建煤炭工业部。东北内蒙古煤炭工业联合公司和中国地方煤矿联合经营开发公司转归煤炭工业部实行归口管理。中国煤田地质局更名为中国煤田地质总局，对全国煤田地质勘探单位进行统一管理。
在东北地区的煤炭企业困难较多，1994年3月1日国务院《关于撤销中国东北内蒙古煤炭集团暨中国东北内蒙古煤炭集团公司的通知》（国发〔1994〕14号）撤销东煤公司，各统配煤矿下放省级政府管理，以“转换经营机制，加强经营管理，尽快摆脱困境，争取在两三年内改变面貌”。分别成立辽宁、吉林、黑龙江、内蒙古煤炭工业管理局，同该省(自治区)的煤炭工业厅(局)为一套机构两块牌子，实行以煤炭工业部为主的双重领导，统一管理各自境内的煤炭企事业单位。此后，一些有统配煤矿的省(自治区)陆续照此成立了双重领导的省级煤炭工业管理机构；没有统配煤矿的组建起了以省政府领导为主的煤炭工业厅。
1994年7月，除电煤价格，其余煤炭价格都已经放开。1995年，煤矿试行现代化企业制度。兖州、邢台、郑州、盘江、平顶山矿务局以及平朔煤矿等列入100个试点单位。1998年3月，第九届全国人大第一次会议批准国务院机构改革方案，决定不再保留中华人民共和国煤炭工业部，在国家经贸委下设主管煤炭行业的国家煤炭工业局；原煤炭工业部直属和直接管理的94家国有重点煤矿下放地方管理。
1998年12月3日，国务院颁发《国务院关于关闭非法和布局不合理煤矿有关问题的通知》，决定到1999年底之前，关闭25800个小煤矿。
2000年1月，国家煤矿安全监督管理局正式成立。同年3月，撤销国家煤炭工业局，有关行政职能并入国家经贸委。
2003年3月，国家经贸委撤销，在国家发改委下设能源局，负责制定我国煤炭工业中长期发展政策。

## 历任部长
1. 陈　郁，1955年7月至1957年9月在任。
2. 张霖之，1957年9月至1967年1月在任。
3. 王　素（军代表）
4. 徐今强，1975年1月至1976年7月在任。
5. 肖　寒，1977年3月至1979年12月14日在任。
6. 高扬文，1979年12月14日至1985年5月20日在任。
7. 于洪恩，1985年5月20日至1988年5月在任。
8. 王森浩，1993年3月至1998年3月在任。

## 机构设置
- 办公厅
  - 办公室
  - 人事处
  - 秘书处
  - 体改处
  - 督查处
  - 信访处
  - 财务处
- 政策法规司
  - 综合处
  - 经济政策处
  - 经济体制处
  - 法规处
  - 宣传处
- 规划发展司
  - 综合处
  - 长远规划处
  - 计划处
  - 引进处
  - 统计处
- 生产协调司
  - 综合处
  - 生产协调处
  - 生产准备处
  - 洗选加工处
  - 机械动力处
  - 乡镇煤矿管理处
  - 环保处
- 煤炭调运司
  - 综合处
  - 计划市场处
  - 调运处
  - 管理处
- 安全司
  - 综合处
  - 通风处
  - 技术处
  - 监察处
  - 培训劳保处
- 财务劳资司
  - 综合处
  - 生产财务处
  - 事业财务处
  - 国有资产管理处
  - 劳动管理处
  - 工资管理处
- 人事司
  - 综合处
  - 机关干部处
  - 技术干部处
  - 干部管理处
  - 机关事业劳资处
- 基建司

## 直属事业单位
- 中国矿业大学
- 阜新矿业学院
- 山东矿业学院
- 西安矿业学院
- 焦作矿业学院
- 山西矿业学院
- 淮南矿业学院
- 华北煤炭医学院
- 河北煤炭建筑工程学院
- 中国煤炭经济学院
- 湘潭矿业学院
- 黑龙江矿业学院
- 淮北煤炭师范学院
- 鸡西煤炭医学高等专科学校
- 北京工业职业技术学院
- 北京煤炭管理干部学院
- 北京煤炭管理干部学院分院
- 煤炭总医院